# Arctotherium angustidens
Arctotherium angustidens es una especie extinta de oso de cara corta, perteneciente al género Arctotherium, de la familia de mamíferos placentarios Ursidae. Habitó en el Pleistoceno de Sudamérica, entre 1,2 millones a 500 000 años atrás. Junto a Arctotherium bonariense conforma el subgénero Arctotherium. 
Es el úrsido más grande que ha existido; parado sobre sus patas traseras, se elevaba a por lo menos 3,3 m de altura, pesaba de 1588 a 1749 kg.

## Distribución
Habitó a principios del Pleistoceno medio, durante el Ensenadense en la región Pampeana de la Argentina y Chile y en el Pleistoceno de Bolivia.

## Descripción original
La especie fue descrita originalmente por Gervais & Ameghino, en el año 1880.

## Características generales

### Tamaño
De las 5 especies que componían el género Arctotherium, A. angustidens era la única registrada en el Ensenadense y la de mayor tamaño. Incluso es el úrsido más grande que ha existido, superando a los más grandes osos extintos Arctodus y osos de las cavernas (Ursus spelaeus, así como a los modernos osos Kodiak (Ursus arctos middendorffi) y los más grandes osos polares (Ursus maritimus). 
Con base en las mediciones de los huesos de sus patas, y las ecuaciones utilizadas para estimar la masa corporal, los investigadores dicen que un ejemplar macho de A. angustidens llegaba, parado sobre sus patas traseras, a por lo menos 3,3 m de altura (11 pies), y habría pesado de 1588 a 1749 kg (3500 a 3855 libras); con enorme dimorfismo sexual en tamaño, al ser las hembras mucho menores. En comparación, el récord del mayor ejemplar de oso entre las especies vivientes fue un oso polar macho de alrededor de 1000 kg (2200 libras).
El ejemplar más grande de A. angustidens fue encontrado en la década de 1930 en las calles 25 y 70 de la ciudad de La Plata, capital de la provincia de Buenos Aires, en el centro-este de la Argentina, durante las excavaciones para la construcción del Hospital San Juan de Dios. Sus restos fueron encontrados a 9,6 m de profundidad en el estrato Ensenadense. En 1935, el Dr. Agustín Sempé lo donó al Museo de La Plata. 
Este ejemplar se volvió a examinar en el año 2011 y resultó ser el oso más grande conocido. Empleando el húmero como variable comparable, se estima una masa de entre 983 a 2042 kg (2170-4500 libras). Los especialistas creen que el límite superior es muy poco probable, siendo el intermedio entre ambos extremos, 1588 kg (3500 libras), como la más probable. Sin embargo, si se utiliza el radio como objeto comparable se le estima un máximo de 1108 kg (2440 libras).

## Costumbres
El estudio de la morfología dentaria indica que probablemente predaban activamente sobre la diversa fauna de megaherbívoros pleistocénicos (mamíferos de gran tamaño ya extinguidos); por otra parte, las lesiones observadas sobre los dientes indican que también carroñaban los cadáveres de cazados por otros predadores. Probablemente la cacería activa no haya sido la única vía de obtención de carne fresca, puesto que el gran poderío físico y su ferocidad seguramente les permitía disputar el fruto de la cacería a otros grandes carnívoros del Pleistoceno (lo que se conoce como cleptoparasitismo) como el felino diente de sable. Por comparación con las especies actuales, puede inferirse que consumía también una gran variedad de alimentos tales como insectos, otros pequeños animales, frutas o miel.
Probablemente esta especie utilizaba cuevas como refugio a juzgar por el hallazgo en las cercanías de Mar del Plata de una familia de esta especie, compuesta por una hembra adulta y dos cachorros, dentro de una cueva excavada en sedimentos asignables al Ensenadense. Esto no implica que excavaban las cuevas, sino que probablemente utilizaban las horadadas por otros mamíferos; probablemente edentados extintos como Glossotherium y Scelidotherium.

## Extinción
La extinción de este taxón en América del Sur, puede vincularse primariamente a la desaparición de los megaherbívoros, sus principales presas, junto a importantes cambios ambientales durante el Pleistoceno.